# 帕拉图尔
帕拉图尔（Pallathur），是印度泰米尔纳德邦Sivaganga县的一个城镇。总人口7840（2001年）。

## 人口
该地2001年总人口7840人，其中男性3840人，女性4000人；0—6岁人口847人，其中男445人，女402人；识字率73.37%，其中男性为77.55%，女性为69.35%。